# $tupid Young
Alex Pham (sinh ngày 3 tháng 10 năm 1992), được biết đến với nghệ danh $tupid Young, là một rapper, ca sĩ, nhạc sĩ và giám đốc điều hành thu âm người Mỹ gốc Á. Anh trở nên nổi tiếng vào năm 2018 với đĩa đơn "Mando", kết hợp cùng Mozzy. Cùng năm, anh cũng gặt hái được thành công với ca khúc "Trust Nobody".

## Đầu đời và sự nghiệp
Pham sinh ra ở Long Beach với mẹ và cha của anh là người nhập cư từ Campuchia, vào năm 1992. Mẹ và cha anh đều lớn lên trong các băng đảng xã hội, và cha anh nói với anh rằng ông không muốn con trai mình tiếp tục cuộc sống đó. Mặc dù vậy, Young cuối cùng đã gia nhập Campuchia Crips, một băng đảng ở ngoài Long Beach, California, ở tuổi 14 và điều này ảnh hưởng rất nhiều đến âm nhạc của anh. Anh vẫn liên kết với băng đảng của mình, thực hiện nhiều video và phim tài liệu với các thành viên cùng băng đảng. Anh đã tham gia nhiều phim tài liệu, một cho No Jumper, có tựa Inside the Asian Crip Gangs of Long Beach, và một phim khác cho VICE Asia, có tựa đề The Rise of Asian Rap Culture with Rich Brian, 88rising, and $tupid Young.

### Blowing Up vàOne of One,True Story
Năm 2018 là một năm lớn đối với $tupid Young, đặc biệt là về mặt thu hút người theo dõi và lan truyền danh tiếng. Anh đã gây được tiếng vang lớn với bản hit có sự hỗ trợ của Mozzy, Mando. Bài hát đã đạt được 47,7 triệu lượt xem tính đến ngày 28 tháng 12 năm 2020. Bài hát đã nhận được chứng nhận vàng vào ngày 10 tháng 11 năm 2021. Album đầu tay One Of One của anh tiếp nối thành công vang dội với các bài hát như Murder Scene với Lil Durk và Part of Me, kết hợp với MBNel. Album cũng có sự xuất hiện của những cái tên như Skeme, Compton AD và KB. Sau thành công của One Of One, Young trở lại vào cuối năm 2018 với album thứ hai, True Story. Album có sự tham gia của P-LO, MBNel và Lil Gnar. Video âm nhạc đã thu được hơn 18,7 triệu lượt xem tính đến ngày 28 tháng 12 năm 2020. Ngay sau khi phát hành True Story, Vice đã thực hiện một bài báo về $tupid Young và các rapper châu Á sắp ra mắt khác bao gồm Rich Brian và Higher Brothers.

### True Story IIvàYellow Tape 2
Vào ngày 13 tháng 9 năm 2019, $tupid Young đã huỷ bỏ dự án thứ ba của mình, True Story II. Dự án, có sự tham gia của YBN Nahmir, Smokepurpp và Bay Area Legend, E-40. Một bài báo trên Augustman nói rằng album của anh đã chuyển đổi những trải nghiệm trong cuộc sống thực của anh ấy thành lời bài hát cứng rắn với những thanh âm nóng. Sau True Story II vào cuối năm 2019, $tupid Young đã bỏ một album hợp tác với rapper MBNel. Dự án có tên Yellow Tape 2, bao gồm 12 bài hát của bộ đôi. Album được phát hành vào ngày 15 tháng 5 năm 2020 và đã trở nên nổi tiếng một chút, nhưng cuối cùng lại không trở thành một album được công nhận chính thống.

### B.A.R.S (Vol 1)
Vào cuối tháng 8 năm 2020, $tupid Young hợp tác với nhiều rapper châu Á và thành viên trong băng đảng Crip, MBNel, để làm nên BARS (Vol 1). BARS là viết tắt của Best Asian Rapper Shit. Album có sự góp mặt của các rapper châu Á nổi tiếng như Jay Park trong ca khúc Sho Nuff. Ca khúc do Cha-Cha Malone, người bạn lâu năm của Jay Park sản xuất và là nhà sản xuất.

### From Here On Out
$tupid Young đã phát hành dự án cuối năm 2020 của mình, From Here On Out vào ngày 18 tháng 12 năm 2020. Album có sự tham gia từ nhiều nghệ sĩ như Tee Grizzly trong bài hát Wit A Sticc, Blueface và Mike Sherm trong Suppose To, và NoCap và Steelz trong I Can't Change. Wit A Sticc có sự xuất hiện đáng chú ý của nghệ sĩ Detroit Tee Grizzly, video âm nhạc thu được 3,2 triệu lượt xem tính đến ngày 29 tháng 12 năm 2020. Suppose To và I Can't Change đều được phát hành trước album, với bản phát hành gần đây đã đạt hơn 2,9 triệu lượt xem tính đến ngày 29 tháng 12 năm 2020. Phần sau của album, không có video âm nhạc nào được sản xuất bởi nhà sản xuất Steelz ở West Coast, người đã sản xuất cho những huyền thoại như Nipsey Hussle và Snoop Dogg. Album, với tổng cộng 12 bài hát.

## Phong cách
$tupid Young được biết đến với màn đọc rap theo phong cách Bờ Tây vì anh ấy đến từ Long Beach, California. Anh cũng nổi tiếng với thể loại rap băng đảng, khiến nhiều người liên tưởng đến băng đảng của anh, Những người tội phạm Campuchia, xuất hiện trong nhiều bài hát của anh. Hầu hết các video âm nhạc của anh cũng có xu hướng có 5-10 thành viên của băng đảng Campuchia Crips cùng tham gia trong đó.

## Các sự hợp tác khác

### Afficials
$tupid Young thành lập Afficials vào năm 2017 và đã ký hợp đồng với nhiều nghệ sĩ cho hãng của mình. Anh đã ký hợp đồng với các nghệ sĩ như MBNel và Ching.

### Diễn xuất
Gần đây, anh đã tham gia diễn xuất trong Take Out Girl, một bộ phim truyền hình về ma túy kể về một cô gái nghiện ma túy để giúp giữ cho gia đình của cô ổn định. Bản hit đột phá năm 2018 của anh ấy, Mando được sử dụng làm ca khúc chủ đề của bộ phim, trong khi Pham đóng một vai nhỏ với 2 hoặc 3 cảnh trong phim. Film Threat chấm cho bộ phim 8/10, khi nói rằng "Take Out Girl của Hisonni Johnson là một bức tranh tội phạm hành động thành thạo về mặt kỹ thuật và ấn tượng với hành động táo bạo. Với nhạc nền lớn bao gồm pop-rap, bối cảnh được khai thác triệt để với các băng đảng xã hội đen ở mọi ngóc ngách, và một tập hợp các nhân vật được định sẵn sẽ nổ ra, Take Out Girl không ngừng hấp dẫn. Ngay cả khi hành động cuối cùng được gấp rút, bộ phim vẫn chìm sâu trong những phân đoạn kinh niên của một cuộc sống ngập tràn máu và sự phản bội ". IndyRed cho bộ phim 4,5/5 và nói "Đây là một bộ phim truyền hình thẳng thắn - và là một bộ phim hay. Dàn diễn viên và đoàn làm phim" Take Out Girl "đã vượt qua khoảng cách khổng lồ giữa một ngôi sao bốn tuổi và một ngôi sao bốn tuổi rưỡi."